# قائمة محطات الطاقة في إسرائيل
فيما يلي قائمة بمحطات الطاقة في إسرائيل.

## محطات الفحم
| الاسم                 | السعة (ميجاوات) | الإنشاء | المواقع | المصادر |
| --------------------- | --------------- | ------- | ------- | ------- |
| أوروت رابين           | 2,590           |         | الخضيرة |         |
| محطة روتنبرج للكهرباء | 2,250           |         | عسقلان  |         |

## محطات غازية
| الاسم       | السعة (ميجاوات) | الإنشاء   | المواقع | المصادر     |
| ----------- | --------------- | --------- | ------- | ----------- |
| جنوب عسقلان | 800             | 2013–2014 |         | [ 1 ]       |
| جازر        | 1332            | 1998–2008 |         | [ 1 ] [ 2 ] |
| هاجيت       | 1030            | 1996–2007 |         | [ 1 ] [ 3 ] |
| ميشور روتم  | 440             | 2013      |         | [ 1 ]       |
| رمات هوفاف  | 520             | 1989–1999 |         | [ 1 ]       |
| تزافيت      | 595             | 1991–2012 |         | [ 1 ]       |
| داليا       | 860             | 2015      |         | [ 1 ]       |

## وصلات خارجية
- قائمة بمحطات الطاقة في إسرائيل.
- نظرة عن كثب داخل محطات الطاقة في إسرائيل.

- أكبر مزرعة للطاقة الشمسية في صحراء نيجيف، إسرائيل.
- مزارع طاقة الرياح في إسرائيل.